# Slakbeek

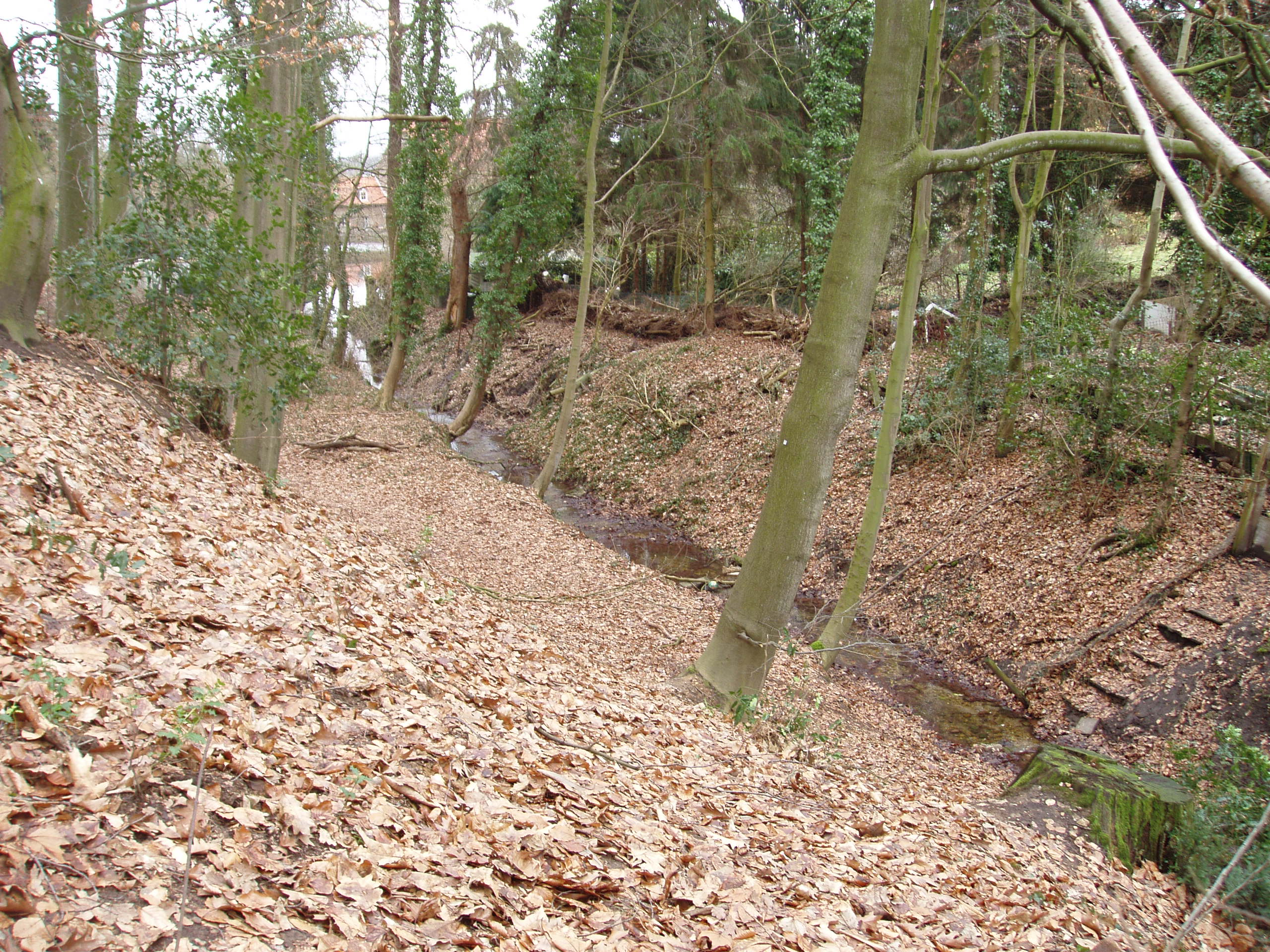
Slakbeek

De Slakbeek is een beek in Nederlands Zuid-Limburg in de gemeente Stein. De beek ligt bij Elsloo op de rechteroever van de Maas en heeft een lengte van enkele honderden meters. Op ongeveer 175 meter naar het zuidwesten stroomt de Medammerweidebeek.
Het dal van de slakbeek en de huidige beekbedding is gedurende diverse interstadialen (circa 250.000 tot 10.000 jaar geleden) ontstaan ten gevolge van de significante en dynamische toename van de maandsom aan neerslag op de geologische plateaus. 

## Ontstaan
De Slakbeek en het Slakbeekdal konden ontstaan doordat aanwezige, fluviatiele en eolische sedimenten als grind, grof zand en leem uitspoelden gedurende periodes met een fors neerslagoverschot. Het slakbeekdal is op te delen in een zuidelijk deel met een vaag geomorfologisch contour en een noordelijk deel met een (enigszins) sterk geomorfologisch contour. Het eerste deel verloopt vanaf de 'bron' ten westen van vliegveld Maastricht-Aachen Airport tot aan de Schuthagerweg te Catsop. Vanaf de Schuthagerweg tot aan de Slakmolen bevindt zich het tweede deel van het tracé waarin het dalvormige reliëf aanmerkelijk prominenter in het landschap gelegen is. In het zuidelijk deel is doorgaans en jaarrond nauwelijks sprake van een beek, aangezien het water zich door de dikke grind- en zandpakketten in de diepere ondergrond verplaatst. Ter hoogte van de Schuthagerweg te Catsop ligt de beek 'ingeknepen' tussen twee perceelstroken, echter de ligging in een dal verraadt dat hogere stroomregimes van grote invloed waren op de landschapsgenese. 

## Naamgeving
De naam Slak slaat op het drassige dal. 

## Ligging
De beek ligt op de noordwestelijke helling van het Centraal Plateau en de zuidwestelijke helling van het Plateau van Graetheide in de overgang naar het Maasdal. De beek ontspringt aan de noordwestelijke rand van het Plateau van Schimmert, ter hoogte van het vliegveld Maastricht- Aachen Airport. Het water baant zich vanaf de bron half ondergronds een weg langs de Geversdelweg, waarna het tracé zich ondergronds naar het laagste punt in Het Einde te Catsop (ter hoogte van een hoveniersbedrijf) in noordwestelijke richting verplaatst richting de Schuthagerweg. Vanaf de Schuthagerweg te Catsop tot de spoorlijn ter hoogte van Medammerweide bij Elsloo stroomt het water door een droogdal. Dit droogdal begint ten oosten van Hussenberg en loopt in noordelijke richting ten westen van Catsop. Ten noorden van de spoorlijn bevindt zich de Medammerweide en zijn er bronnen van de beek die het water afvoeren van de Slakberg en de velden rondom Catsop. Ter hoogte van het Kasteel Elsloo staat de Slakmolen op de Slakbeek. Vervolgens loopt de Slakbeek onder het kasteel door om uit te monden in de Hemelbeek. De Hemelbeek mondt op haar beurt ongeveer 250 meter noordelijker uit in de Maas. Vanaf de Kaakstraat te Elsloo loopt een wegje in zuidelijke richting naar Terhagen. Dit liep door het terrein van het kasteel en men mocht daar de weg niet verlaten. Over het dal is nog een brugje uit die tijd te vinden. 

## Ecologie
Het is moeilijk om een inschatting te maken van de historisch-ecologische waarde van de Slakbeek doordat onderzoeksgegevens en historische geschriften daaromtrent ontbreken. De relatief hoge ligging van de bedding en het lage stroomregime maken dat het beekdal en de oevers onregelmatig en zeer beperkt werden voorzien van vruchtbaar sediment. Daardoor waren de oevers vermoedelijk minder waardevol als weidegrond en zal een grootschalige ontbossing van de oeverzone pas in de Middeleeuwen hebben plaatsgevonden. Tot aan de Middeleeuwen was het beekdal hoogstwaarschijnlijk bebost met loofbomen als zomereik, gewone es, gewone esdoorn, els, zoete kers, Europese vogelkers, beuk en lijsterbes. Vanaf de Middeleeuwen tot aan de huidige tijd zijn de oevers van de Slakbeek vanaf de Schuthagerweg te Catsop tot de Medammerweide te Elsloo grazig gebleven. Het leidt daarbij geen twijfel dat deze grazige oevers van origine zeer schraal moeten zijn geweest, aangezien de löss op de belendende heuvels zeer kalkarm is. Deze schrale oevers en dalhellingen moeten vanaf de 16e eeuw tot aan 1864 rijk zijn geweest aan orchideeën, heide, brem, verspreide doornstruwelen en solitaire elzen. Plaatselijk moet op plaatsen waar de beekloop stagneerde veenvorming zijn opgetreden. Langs de beekloop groeiden mogelijk diverse plantensoorten van zwak zure milieus als moerashertshooi, moeraskartelblad en mogelijk diverse veenmossen.
De huidige ecologische toestand van de Slakbeek en het Slakbeekdal is dramatisch slecht. Het stroomregime is sinds 1864 fors verminderd ten gevolge van de aanleg van de spoorlijn. Vanaf de invoering van de ruilverkaveling en de introductie van kunstmest zijn de belendende, schrale beemden en dalhellingen in gebruik genomen als landbouwgrond en verdween de typerende flora en fauna van dit beekdal. Momenteel is de beek op te vatten als een watervoerende goot te midden van een agrarisch landschap zonder enige ecologische waarde.